# Hopea ponga
Hopea ponga là một loài thực vật thuộc họ Dipterocarpaceae. Đây là loài đặc hữu của Ấn Độ.

## Hình ảnh

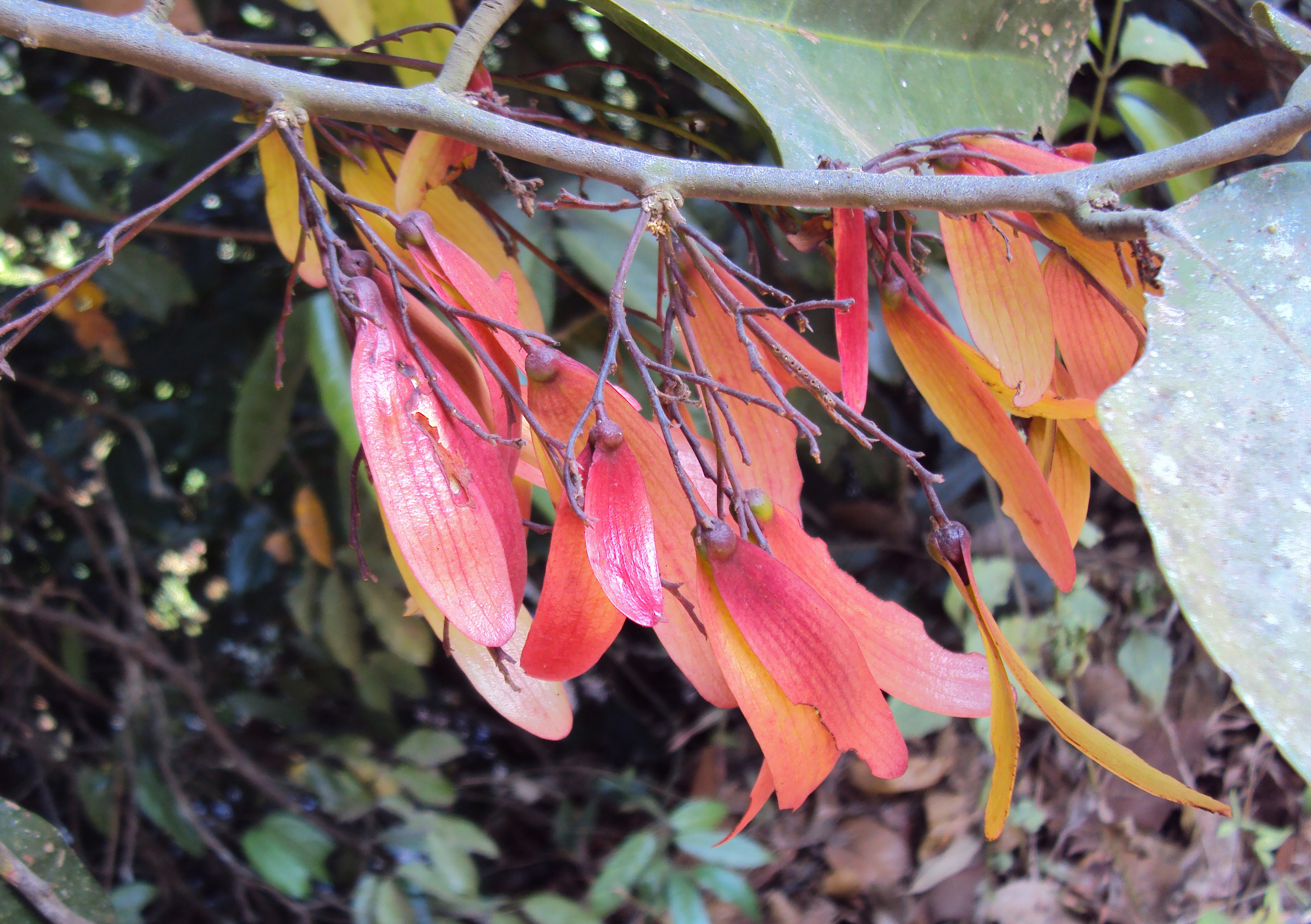
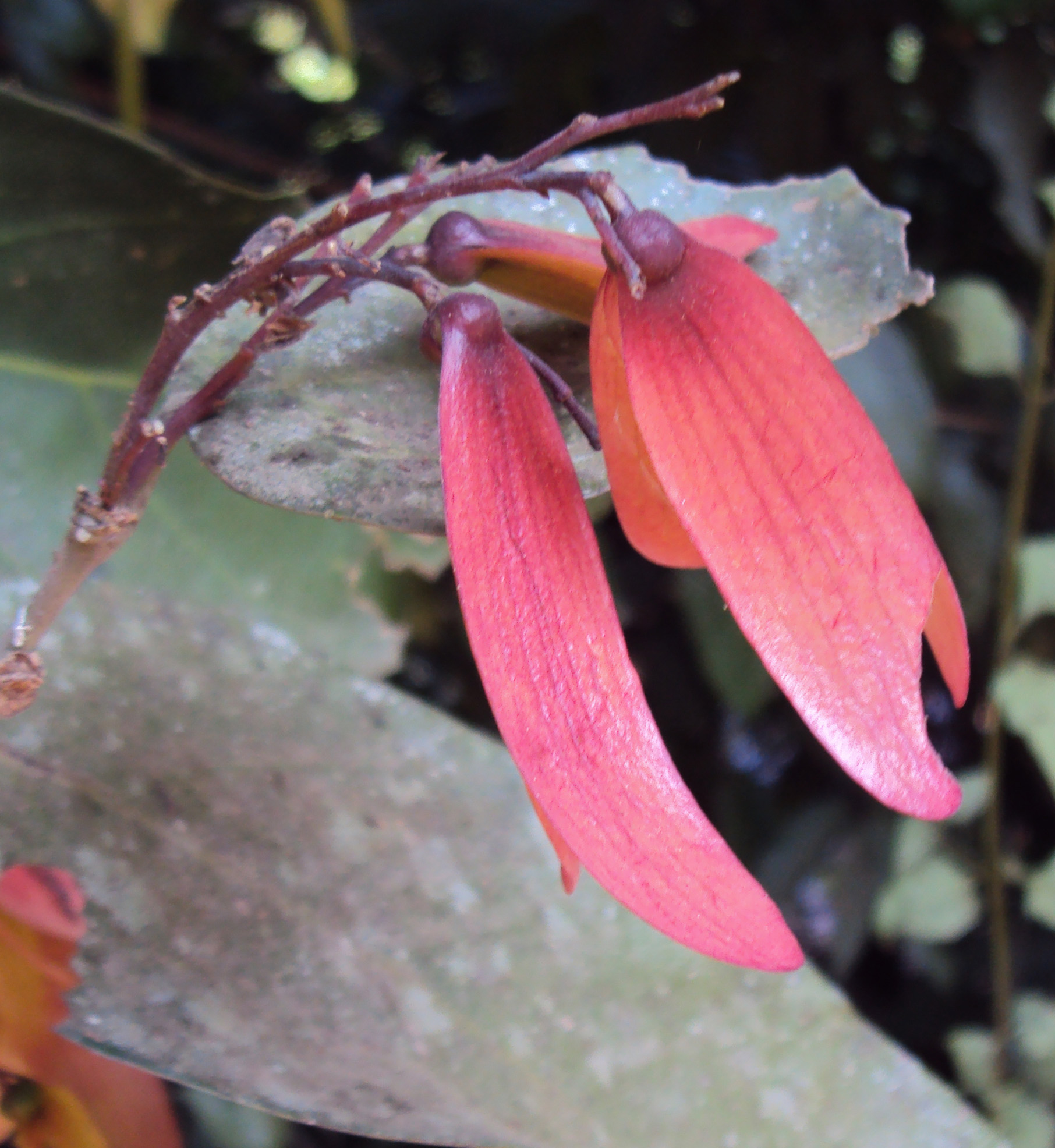
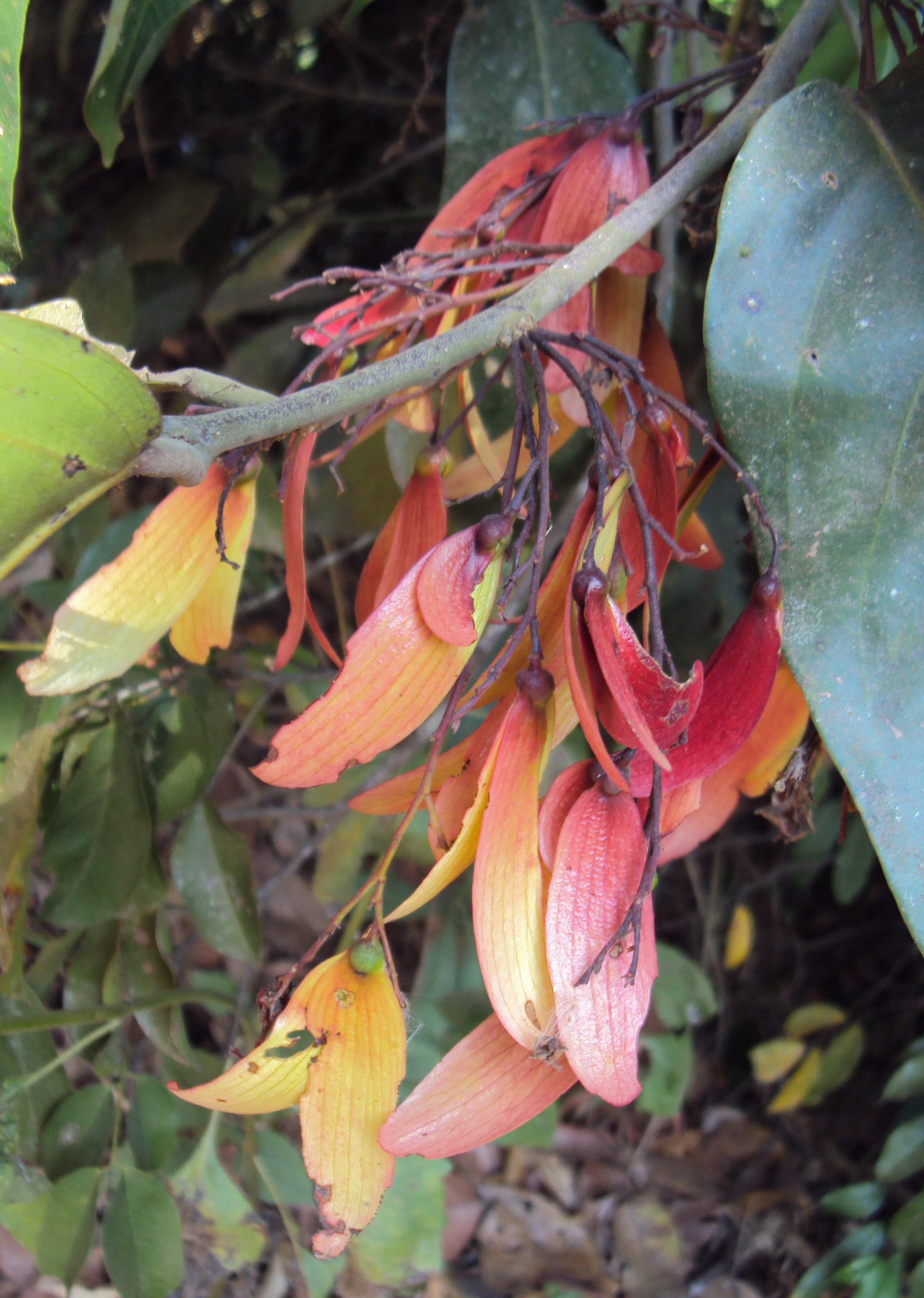
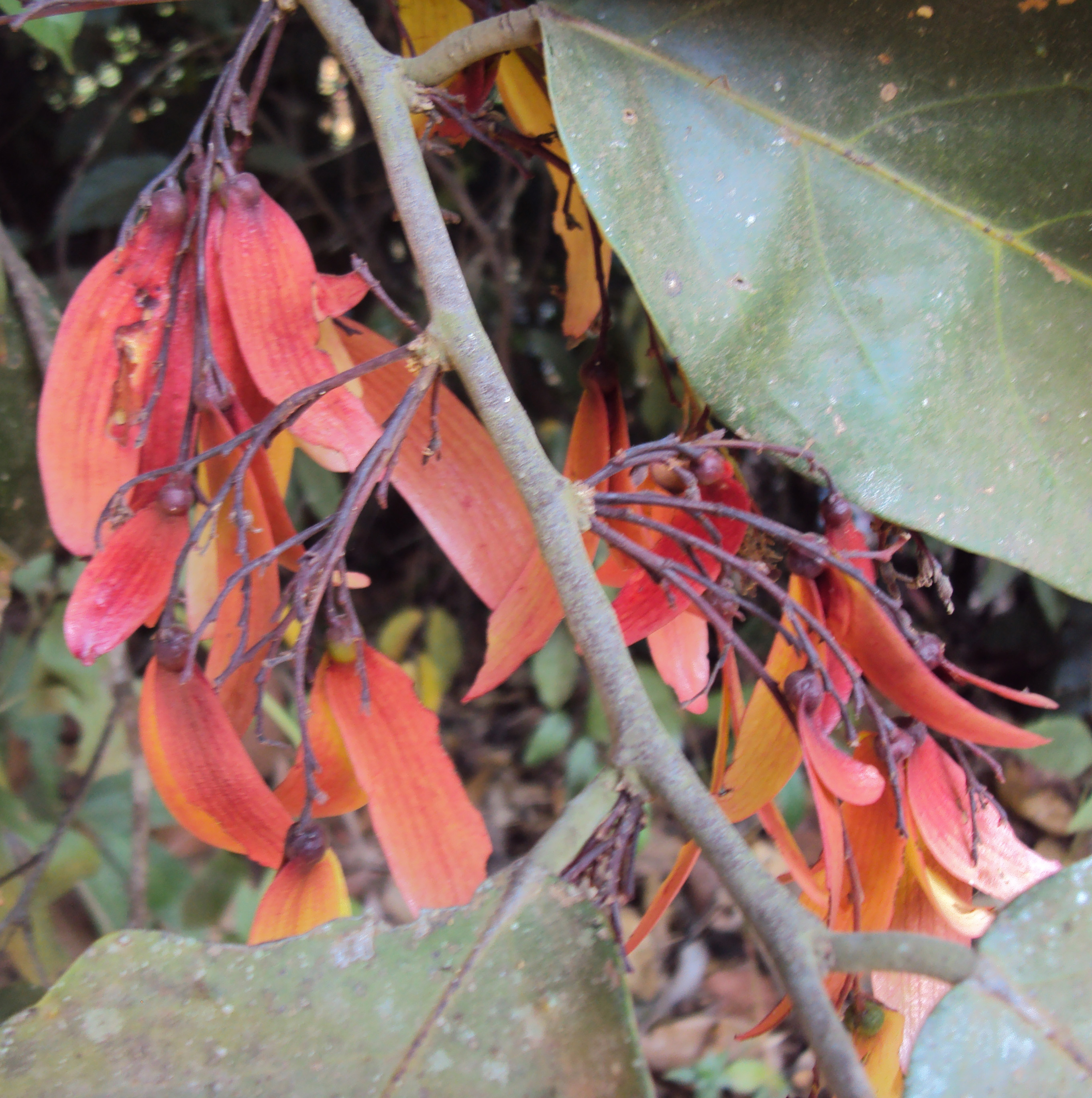